# Жест «Серых волков»

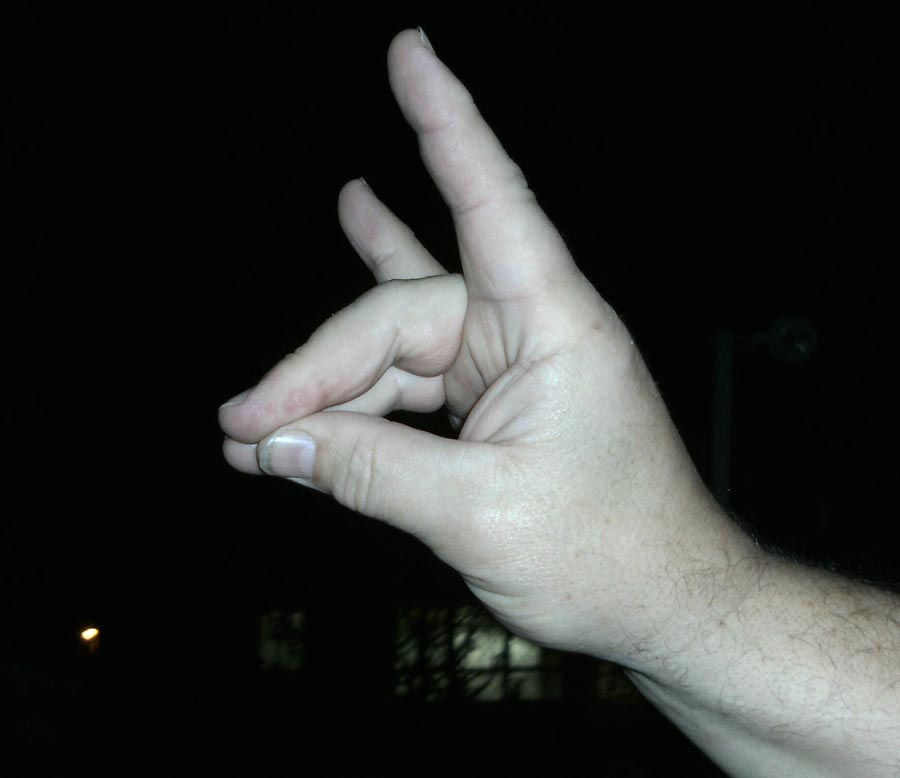
Пример жеста

Жест «Серых волков», или знак «Серых волков» (тур. Bozkurt işareti), — противоречивый жест, используемый сторонниками турецконационалистского, пантюркистского и неофашистского движения «Бозкурт». Также используется членами таких экстремистских партий, как Партия националистического движения. Запрещён во Франции и Австрии, поскольку часто сравнивается с нацистским приветствием.

## Использование
Хотя данный жест обычно ассоциируется с Партией националистического движения и организацией «Бозкурт», он также используется другими турецкими политиками. Лидер Республиканской народной партии (НРП) Кемаль Кылычдароглу однажды приветствовал своих сторонников данным жестом по пути на митинг в Кайсери по поводу конституционного референдума 2017 года в Турции. Реджеп Тайип Эрдоган отреагировал на это, сказав: «Жест „Серых волков“, сделанный лидером НРП, не может быть стерт из моей памяти», а Кылычдароглу ответил: «Мы тоже националисты, мы тоже националисты». Кылычдароглу снова сделал этот жест во время предвыборного митинга в Эскишехире, где он ответил волчьим приветствием стороннику, который приветствовал его таким же жестом.
Мерал Акшенер, бывший член ПНД и нынешний лидер «Хорошей партии», также часто делает этот символ во многих ситуациях.
Реджеп Тайип Эрдоган вызвал скандал в 2018 году, когда он мельком сделал этот жест на митинге в Мерсине, прежде чем изменить его на четырехпалый жест Рабиа. Многие увидели в этом преднамеренную попытку получить голоса турецких националистов. Другими политиками Партии справедливости и развития (ПСР), показывавшими данный жест, являются министр иностранных дел Мевлют Чавушоглу и бывший премьер-министр Бинали Йылдырым.
2 июля 2024 года знак «Серые волки» публично показал в Лейпциге на стадионе Мерих Демирал, футболист сборной Турции, празднуя победу над сборной Австрии в плей-офф чемпионата Европы. Ряд организаций и пользователи социальных сетей требовали проведения расследования и дисквалификации футболиста.

## Критика
Использование данного жеста часто подвергается критике со стороны исламистов, которые считают национализм противоречащим исламу. Он был подвергнут критике Ибрагимом Коркмазом, политиком ПСР, который назвал этот символ «противоречащим духу ислама», потому что «гагаузские христиане также используют его».

## Правовой статус
Австрия запретила этот жест в 2019 году, а Франция — в 2020 году. Многие немецкие политики как правого, так и левого толка предлагали запретить данный жест. В Германии в 2011 году сообщалось, что использование жеста молчаливой лисы, указывающего учащимся на необходимость соблюдать тишину, уменьшилось из-за того, что он схож с жестом «Серых волков».

## Эмодзи
Смайлик «Рокерская коза» (U + 1F918 🤘) используется как жест «Серых волков» в социальных сетях и Интернете.